# Lac Kluane
Le lac Kluane est un lac situé au sud-ouest du Yukon au Canada, de 70 kilomètres de long, et d'environ 400 km2, à une altitude de 781 m. C'est le plus grand lac situé entièrement au Yukon.

Le lac Kluane. Août 2017.

Il est alimenté par les eaux de la rivière A'ay Chu, en provenance du glacier Kaskawulsh, situé près du Parc national et réserve de parc national de Kluane. Il se déverse dans la rivière Donjek, la rivière White, et le fleuve Yukon. 
La route de l'Alaska suit une grande partie de sa rive sud où se trouvent les deux communautés de Burwash Landing et Destruction Bay.
Le lac abrite une importante population de coregones et d'ombles du Canada.
En 2016, en raison des changements climatiques, la rivière Slims qui alimente le lac Kluane a été complètement asséchée. Depuis, le niveau du lac a baissé, provoquant la disparition de milliers de poissons.